# Edeby, Fogdön

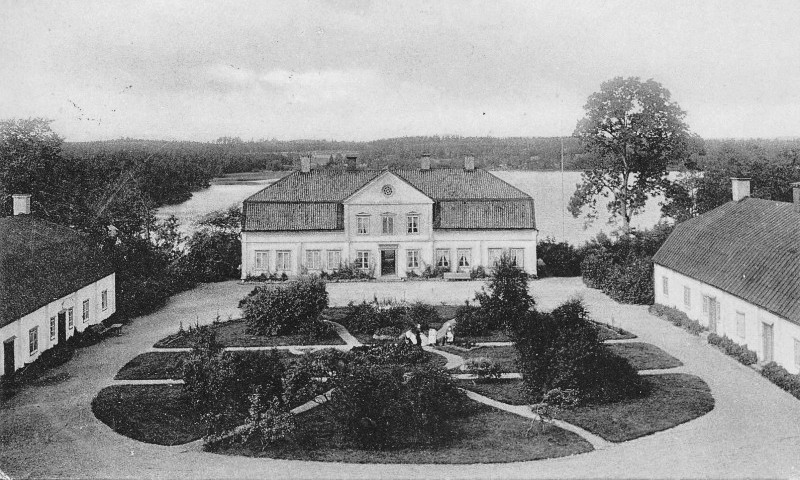
Edeby gård på 1920-talet.

Edeby är en herrgård på Fogdön i Helgarö socken, Strängnäs kommun, Södermanland.
Edeby är en gammal släktgård för bland annat släkten Cruus af Edeby 1574–1732. Jesper Andersson Cruus (till Edeby) lät omkring 1650 uppföra den nuvarande huvudbyggnaden. I början av 1900-talet tillhörde Edeby kommendörkapten C. A. Virgin.